# Zárdakápolna (Miskolc)
A miskolci Zárdakápolna (Szűz Mária anyasága kápolna, Városház téri kápolna) a Városház tér 6/a. szám alatt áll, a tér már erősen beszűkült részén. A Szatmári Irgalmas Nővérek számára épült.

## Története
Az irgalmas rendiek miskolci megtelepedését Bükk Zsigmondné Sebe Teréz tette lehetővé, aki 1878-ban házát és telkét ajánlotta fel a célra. Bükk Zsigmondné Sebe Teréz jótékony cselekedeteiről volt ismert a városban; ezt megelőzően, 1867-ben, szegényápoldát is létrehozott a Győri kapuban. Az adomány felhasználásával az egri érsek alapította meg az Érseki Leánynevelő Intézetet, és az irgalmasok mint tanítórend, kezdetben, az 1878-as árvíz idején, egy öttantermes iskolában és otthonban kezdték tevékenységüket. Az árvíz utáni újjáépítéseket kihasználva Samassa József egri érsek kész tervet küldött Miskolcra, amely a leánynevelő intézet és a kápolna konkrét elképzeléseit tartalmazta.
Már az építkezés kezdete is jócskán elhúzódott, különböző jogi egyeztetések miatt. A problémát az okozta, hogy az utca házai nem estek egy vonalba, a terv viszont az épületek egy vonalba igazításával számolt. Végül a Belügyminisztérium tett pontot az ügyre, azzal, hogy az egy vonalba állítással járó átalakításokkal és bontásokkal nem terhelhetők a tulajdonosok. Az építkezés maga is vontatottan, több fázisban történt, a Zárdakápolnát 1886-ban szentelték fel, a már kész zárda mellett. Stílusa eklektikusnak mondható, földszinti homlokzatán két ívelt szoborfülke, az emeleti timpanon fölött visszafogott magasságú torony áll, melyet félgömb kupola fed. A kápolna mennyezeti freskóit Meilinger Dezső készítette. „Meilinger számára a hajó három síkja, mint három freskótér adva volt. …a szentély előtti elsőben Jézus születését, a középsőben a tizenkét esztendős Jézus a templomban, a papok között, s az utolsóban Jézus életének az Engedjetek hozzám a kisdedeket című epizódját. … Azt kell mondanunk, hogy Meilinger Dezső elért arra a pontra, ahonnan csak messzire látni…” – szól a korabeli méltatás a Reggeli Hírlapban.

## Leírása
Az utcavonalon álló, tekintélyes méretű épületet eklektikus, neoreneszánsz stílusban tervezték. A kissé nyomott tömegű, de mégis arányos kápolna főhomlokzatát a földszinten, a dór oszlopokkal szegélyezett, felül nyitott, félköríves timpanondísszel ékesített, díszes főbejárat két oldalán kagylódíszes szoborfülke jelenik meg, erőteljes vakolatkváderes kereteléssel. A kapu már említett, majdnem az emeletig felerő timpanonját volutás posztamens díszíti. A középrizalit első emeletén van a nagyméretű, trapézdíszes, félköríves ablaknyílás melyet lábazatra állított ión pilaszterek határolnak. A kápolna szélein ugyanilyen ión pilaszterek vannak. Az egyhén profilált párkányt és a koronázópárkányt is ezek a pilaszterek „tartják”. A középrizaliton ez a konzolokkal ékes párkány alakul át háromszög timpanonná. Az épület főhomlokzatának teljes szélességében, a párkány felett attikafal van, amely csak a középrizalitnál és a szélső pilaszterek vonalában ugrik enyhén előre. Ezen attika széleiről indul egy törtívű, volutás fal, ami részben a tetőt is „takarja”. A kissé előreugró timpanonos díszű attikarészből indul a kápolna négyszögletű tornya, amit négy félköríves zsalus ablak tör át. A párkányt itt is pilaszterek tartják, de ezek már kompozit fejezetűek. A pilaszterek által tartott, a tornyot lezáró párkány timpanonos díszű. A tornyot párkányzatos, falsávokkal díszített, kissé megmagasított élgömb kupola fedi. Ezt később jól látható módon megmagasították, így nagyjából megnyújtott tojás alakúvá lett. A sisakkupola tetején egy posztamensen álló latin kereszt emeli a magasba a kereszténység jelképét.